# Alex O'Connell (cestista)
Alex David O'Connell (Baltimora, 2 giugno 1999) è un cestista statunitense.

## Carriera
Dopo aver trascorso la carriera universitaria tra i Duke Blue Devils e i Creighton Bluejays, il 14 ottobre 2022 firma con i Sacramento Kings, venendo poi assegnato alla franchigia affiliata di NBA G League degli Stockton Kings.
Il 21 luglio 2023 si trasferisce alla Reyer Venezia.